# Хмелевица (приток Кичуга)
Хмелевица — река в Опаринском и Подосиновском районах Кировской области, левый приток реки Кичуг (бассейн Северной Двины). Длина реки — 14 км. 
Берёт начало среди холмов Северных Увалов в 10 км к северо-западу от посёлка Речной. Исток находится на глобальном водоразделе Волги и Северной Двины, южнее берут начало небольшие притоки реки Маромица. От истока Хмелевица течёт на восток, затем поворачивает на северо-восток. Всё течение проходит по ненаселённому лесному массиву на Северных Увалах. Притоки - Полуденная, Грязная Липовка, Липовка (правые); Крутица (левый). Верхнее течение проходит по Опаринскому району, нижнее образует границу между Опаринским и Подосиновским районами. На всём протяжении ширина реки не превышает 10 м.

## Данные водного реестра
По данным государственного водного реестра России и геоинформационной системы водохозяйственного районирования территории РФ, подготовленной Федеральным агентством водных ресурсов:
- Бассейновый округ — Двинско-Печорский
- Речной бассейн — Северная Двина
- Речной подбассейн — Малая Северная Двина
- Водохозяйственный участок — Юг
- Код водного объекта — 03020100212103000011498